# Euherbstia
Euherbstia is een geslacht van vliesvleugelige insecten uit de familie Andrenidae

## Soorten
- E. excellens Friese, 1925